# Charles F. Scott

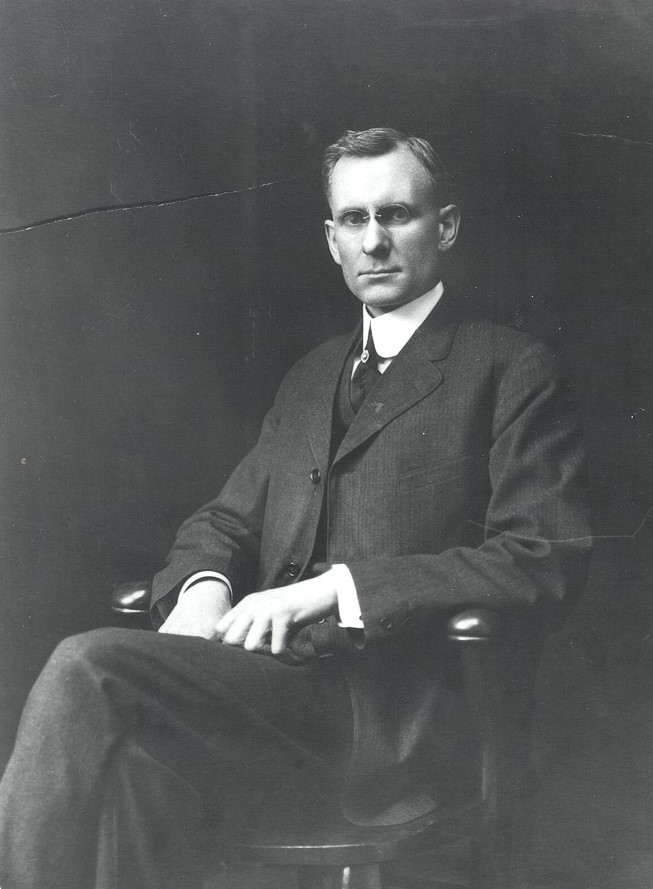
Charles F. Scott

Charles Felton Scott (* 1864 in Athens (Ohio); † 1. April 1944) war ein US-amerikanischer Elektrotechniker.

## Leben
Nachdem Scott 1885 an der Ohio State University einen Abschluss erlangt hatte, wechselte er zur Johns Hopkins University, wo er in Mathematik und Physik abschloss. 1888 begann er bei der Westinghouse Electric Company in Pittsburgh und assistierte Nikola Tesla bei der Entwicklung des Wechselstrommotors. Scott war zusammen mit Albert Schmid und Lewis B. Stillwell maßgeblich an der Umsetzung von Teslas Ideen in verkaufsfähige Produkte beteiligt.
Scott arbeitete zusammen mit Stillwell an der Konstruktion der Wechselstromübertragung in der Nähe von Telluride, Colorado, die bereits 1891 gebaut wurde. Sie bestand aus der Ames Hydroelectric Generating Plant, welche über eine 4,2 km lange Hochspannungsleitung die Energie für einen Elektromotor in einer Goldgrube lieferte.
Mit seinem Kollegen Ralph D. Mershon (1868–1952) experimentierte Scott mit Koronaentladungen. Ab 20.000 Volt knisterten und vibrierten die Drähte und waren in ein blaues Licht gehüllt. Er hielt 40.000 oder 50.000 Volt für die höchstmögliche Übertragungsspannung. Das veranlasste später Harris J. Ryan zu weiterer Forschung.
Er entwickelte die nach ihm benannte Scottschaltung, die er im März 1894 bei einem Treffen der National Electric Light Association präsentierte.
1911 begann er an der Yale University als Professor und Leiter des Electrical Engineering Program an der Sheffield Scientific School. Im Ersten Weltkrieg forschte er mit Kollegen an Mitteln gegen U-Boote.
1929 erhielt er die Edison-Medaille des American Institute of Electrical Engineers. 1933 ging er in den Ruhestand.